# キケ・バルハ
エンリケ・"キケ"・バルハ・アロンソ（Enrique "Kike" Barja Afonso、1997年4月1日 - ）は、スペイン・ナバラ州ノアイン出身のサッカー選手。CAオサスナ所属。ポジションはフォワード。

## クラブ経歴
ナバラ州のノアインに生まれ、2005年に8歳でCAオサスナのカンテラに入団した。2013年8月25日、テルセーラ・ディビシオンのCDウアルテ戦でリザーブチームデビューを飾った。
2015年11月28日、UDムティルベラとの試合でリザーブチームにおける初ゴールを挙げ、1週間後のCDギフエロ戦では2得点を決めた。
2017年5月15日、正式にオサスナのトップチームへ昇格した。

## タイトル
オサスナ
- セグンダ・ディビシオン : 1回 (2018-19)